# Sällskapet till belöning för trotjänare
Sällskapet till belöning av trotjänare är en ideell förening i Sverige, bildad 1828 för utdelning av priser till husligt anställda flickor och kvinnor som arbetat minst 15 år i en och samma familj i Stockholms län. Föreningens verksamhet uppmärksammades 4 mars 1987 i SR P1.
Organisationen finns i Saltsjö-Duvnäs.
År 1988 ledde en dagstidningsnotis om organisationens årsmöte till skapandet av TV-programmet Frida, en trotjänarinna.
Initiativet till bildandet av föreningen togs av greven Carl Axel Löwenhielm.

### Fotnoter
1. ↑  ”I Stockholm”. Arkiverad från originalet den 25 maj 2012. https://archive.is/20120525172156/http://www.i-stockholm.se/f/1243110/sallskapet-till-beloning-av-trotjanare. Läst 20 oktober 2011.
2. ↑  ”Sällskapet till belöning av trotjänare 1828-1978 - en historik”. Boktraven. http://boktraven.se/books/info/S%C3%A4llskapet%20till%20bel%C3%B6ning%20av%20trotj%C3%A4nare%201828-1978/Sven%20Almqvist/swe. Läst 20 oktober 2011.
3. ↑  ”Trotjänarinnor”. Svensk mediedatabas. http://smdb.kb.se/catalog/id/001800137. Läst 20 oktober 2011.
4. ↑  ”Hotfrogs”. Arkiverad från originalet den 25 maj 2012. https://archive.is/20120525172157/http://www.hotfrogse.se/Companies/S%C3%A4llskapet-Till-Bel%C3%B6ning-Av-Trotj%C3%A4nare. Läst 20 oktober 2011.
5. ↑  ”Hotfrogs”. http://butiken.svt.se/system/search/product.asp?id=1067. Läst 20 oktober 2011.[död länk]
6. ↑  ”Löwenhielmska släktföreningen”. http://www.lowenhielm.org/uploads/1/9/9/8/1998058/stadgar_2012.pdf. Läst 20 oktober 2011.